# Geert Lambert
Geert Marc Maurits Lambert (Oostende, 28 februari 1967) is een Belgisch voormalig politicus.

## Politieke carrière
Lambert studeerde in 1990 af als licentiaat in de rechten aan de Universiteit Gent en behaalde er een jaar later tevens een licentie in haven- en maritieme wetenschappen. Sinds 1990 is hij actief als advocaat. In 1996 richtte hij zijn eigen advocatenkantoor op in Oostende.
Hij trad toe tot de Volksunie en was van 1992 tot 1995 voorzitter van VUJO, de jongerenafdeling van de partij. Ook was hij van 1991 tot 1998 assistent van Europees Parlementslid Jaak Vandemeulebroucke. Op deze manier bemachtigde hij vele internationale contacten.
Na het overlijden van zijn vader Kris Lambert, die voor de Volksunie schepen in Oostende en West-Vlaams provincieraadslid was, werd Geert Lambert in oktober 1996 gemeenteraadslid van Oostende, wat hij zou blijven tot eind 2012. Van 1996 tot 2000 was hij schepen van de stad, bevoegd met Cultuur en Monumentenzorg.
In januari 2000 werd Lambert samen met Fons Borginon ondervoorzitter van de Volksunie, die in die tijd steeds meer verscheurd raakte tussen een progressief-liberaal en een eerder conservatief Vlaams-nationalistisch kamp. Na het uiteenvallen van de partij in september 2001 trad hij toe tot het links-liberale Spirit. Van deze partij was Lambert van november 2001 tot juli 2004 ondervoorzitter. In deze functie was hij in 2002 medeverantwoordelijk voor de vorming van het kartel met de sp.a, dat binnen Spirit tot een breuk leidde en resulteerde in de overstap van een aantal boegbeelden naar de liberale VLD. Na het opstappen van voorzitter Annemie Van de Casteele in nasleep hiervan was Lambert van juli tot oktober 2002 samen met Els Van Weert interim-voorzitter van de partij.
Na de federale verkiezingen van mei 2003 kwam Lambert als eerste opvolger voor de kieskring West-Vlaanderen in de Kamer van volksvertegenwoordigers terecht, waar hij tot in juni 2007 bleef zetelen. Hij was van 2003 tot 2007 ondervoorzitter van de Kamer en zetelde tevens in de commissies Buitenlandse Betrekkingen (2003-2004), Herziening van de Grondwet (2003-2007) en Bedrijfsleven (2004-2007). In juni 2007 werd hij verkozen in de Senaat, als enige vertegenwoordiger van de partij op federaal niveau (de eveneens verkozen Bert Anciaux bleef Vlaams minister, zijn mandaat in de Senaat ging naar een sp.a-opvolgster van de kartellijst). Lamberts behoorlijke score toonde aan dat hij zich ontpopt had tot een boegbeeld van zijn partij. Hij zetelde tot in juni 2010 in de Senaat en was er van 2007 tot 2009 quaestor, alsook lid van de commissies Justitie, Buitenlandse Betrekkingen en Landsverdediging en Institutionele Aangelegenheden.
Vanuit zijn functies in het federale parlement was Lambert van 2003 tot 2007 als plaatsvervangend lid en van 2007 tot 2010 als volwaardig lid afgevaardigd in de Parlementaire Vergadering van de Raad van Europa en de Assemblee van de West-Europese Unie en ook was hij van 2003 tot 2007 plaatsvervangend lid van de Parlementaire Assemblee van de Organisatie voor Veiligheid en Samenwerking in Europa. Hij werd regelmatig uitgezonden als waarnemer bij verkiezingen, zoals in Kosovo in 2006 en in de Verenigde Staten in 2004 en 2008.
In juni 2004 volgde Geert Lambert Els Van Weert op als partijvoorzitter van Spirit, een functie waarin hij in oktober 2004 officieel werd verkozen. Als partijvoorzitter stapte hij in 2005 op uit de onderhandelingen over de splitsing van de kieskring Brussel-Halle-Vilvoorde. Hierdoor werd een communautair akkoord, waarvan Spirit vond dat het schadelijk was voor de Vlaamse belangen, onmogelijk gemaakt.
Meer dan boegbeeld Bert Anciaux onderstreepte Geert Lambert het links-liberale karakter van de partij. Van bij de start van zijn voorzitterschap zag hij het als zijn opdracht om de links-liberale koers, die de partij al een hele tijd volgde, te concretiseren in het partijlogo en de algemene communicatie van de partij. Spirit ging zich profileren als de Vlaamse Links-Liberalen.
Na de slechte verkiezingsuitslag voor het kartel sp.a-spirit bij de verkiezingen van juni 2007 nam Lambert ontslag als partijvoorzitter van Spirit, waarna hij in oktober 2007 als partijvoorzitter opgevolgd werd door Bettina Geysen. Nadat Geysen in opspraak kwam en ontslag nam als partijvoorzitter van Vl. Pro, zoals Spirit sinds april 2008 heette, werd Geert Lambert op 13 december 2008 na het interim-voorzitterschap van Nelly Maes opnieuw partijvoorzitter.
In november 2008 kwam het op een partijraadsvergadering tussen Geert Lambert en Bert Anciaux tot een openlijke botsing in de discussie over de koersbepaling ten aanzien van de onafhankelijkheid binnen het kartel met de sp.a, waarbij Lambert de meeste steun achter zich kreeg en hierdoor het kartel met sp.a ten einde kwam. Anciaux en zijn geestesverwanten verlieten daarop de partij, om uiteindelijk tot sp.a toe te treden.
Hierdoor besloot Geert Lambert in januari 2009 om een nieuwe partijnaam aan te nemen en Vl.Pro heette voortaan SLP. Nadat SLP bij de gewestelijke verkiezingen van juni 2009 een zware nederlaag leed en geen enkele zetel meer haalde, smolt de partij in december 2009 samen met Groen!. Lambert werd lid van het partijbestuur van de partij, maar geraakte in juni 2010 niet herkozen als senator.
Bij de gemeenteraadsverkiezingen in 2012 kwam Lambert niet langer op. Dit betekende het einde van zijn politieke carrière.

## Overige functies
Lambert werd lid van de raad van bestuur van het Neutraal ziekenfonds Vlaanderen. Voorheen was hij ook preses van het Vlaams Rechtsgenootschap in Gent en lid van de raad van bestuur van de Universiteit Gent (UGent).

## Trivia
Het handelsmerk van Geert Lambert was zijn typische groene bril en zijn gezet figuur, dat hij zelf ook met humor benaderde. Na een maagverkleiningsoperatie in het najaar van 2008 is hij flink wat gewicht verloren.